# Barragem da Serra Branca
A Barragem da Serra Branca é uma Barragem de terra brasileira, situada no município araciense, a 12 km da sede do município, mais precisamente no povoado que recebeu o mesmo nome "Serra Branca (Araci).

## Geografia local
A barragem tem trincheira (coroamento de terra e cascalho) que mede aproximadamente 117 metros e sangrador com 40 metros (segundo ferramente de medida do Google Maps). Está inserida numa região semiárida, com vegetação nativa de Caatinga, com leve alteração quanto ao aspecto natural deste bioma, motivado justamente pela presença de águas permanentes. Observa-se então, por todo ano, no entorno da barragem e regiões ligeiramente próximas, o verde e presença mais frequente de animais que noutras regiões de caatinga. Sabendo-se que nestas, situação assim, se observa apena em períodos de chuvas, e que ocorre normalmente entre novembro  e janeiro (trovoadas [nome dado na região ao período do ano que ocorre as chuvas torrenciais e com presença, normalmente de muitos trovões e relâmpagos]) e entre abril e julho (inverno local [período do ano onde chove por ate 3 meses seguidos, com chuva mais leves e temperaturas amenas]).
A construção de barragens, de grandes, médios e pequenos porte é quase cultural na região, dada a importância  destes corpos de água, tanto para a economia local, já que promove a agricultura e criação de peixes e outros animais tais como bovinos, caprinos, ovinos e galináceos, tanto para garantia de subsistência, propriamente dita, de moradores e animais, silvestres ou domésticos.

## Capacidade
A barragem foi construída sem estudo técnico aprimorado, situação comprovada quando em períodos em que a precipitação de chuva é mais intensa. Em alguns anos observou-se que a barragem não suportou a pressão de ajuntamento de águas, indo para além de seu limite de suporte. Eventos que deixou a barragem em elevado risco de total rompimento de sua trincheira. Isso porque o canal sangrador ou vertedouro, não tem capacidade, em situação de grande ajuntamento de água, de promover o escoamento de excesso.

## Desastre em 2016
No ano de 2015/2016 ocorreu período de chuva intenso o que provocou rompimento parcial da barragem de Serra Branca que levou a prefeitura municipal a promulgar o Decreto Nº 1.125 de 5 de Janeiro de 2016, declarando situação de emergência.
No decreto municipal, o desastre foi classificado como Rompimento ou colapso de barragens (COBRADE 2.4.2.0.0), conforme a definição do ANEXO I da Classificação e Codificação Brasileira de Desastres (COBRADE) da Instrução Normativa nº 01, de 24 de agosto de 2012.

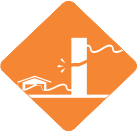
Simbologia de desastre tecnológico relacionado à obra civil (grupo 4), subgrupo Rompimento/colapso de barragens, segundo a Classificação e Codificação Brasileira de Desastres (COBRADE).